# 拉努
拉努（法語：La Noue，法語發音：[la nu]）是法国马恩省的一个市镇，属于埃佩尔奈区。

## 地理
拉努（48°44'35"N, 3°36'38"E）面积13.34 平方千米，位于法国大東部大區马恩省，该省份为法国东北部内陆省份，北起阿登省，西北接埃纳省，西南接塞纳-马恩省，南至奥布省，东南接上马恩省，东临默兹省。
与拉努接壤的市镇（或旧市镇、城区）包括：莱塞萨尔莱塞扎讷、尚吉永、埃斯泰尔奈、默尔-韦尔代。

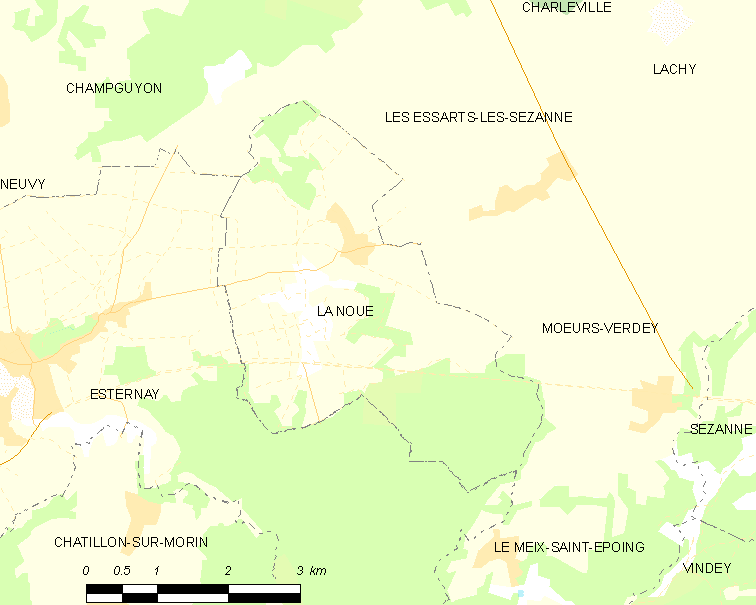
拉努的OSM定位图

拉努的时区为UTC+01:00、UTC+02:00（夏令时）。

## 行政
拉努的邮政编码为51310，INSEE市镇编码为51407。

## 政治
拉努所属的省级选区为塞扎讷-布里-香槟县。

## 人口

1962-2008年间拉努人口变化图示

拉努于2022年1月1日时的人口数量为377人。